# Tenis na Letních olympijských hrách 2008
Tenisový turnaj na Letních olympijských hrách 2008 v Pekingu měl na programu celkem čtyři soutěže, v jehož rámci se představily mužská dvouhra a čtyřhra, stejně jako ženská dvouhra a čtyřhra.
Poražení semifinalisté odehráli zápas o bronzovou medaili.

## Olympijský turnaj
Olympijský turnaj se konal mezi 10.–17. srpna 2008 na otevřených dvorcích s tvrdým povrchem DecoTurf v čínské metropoli Pekingu. Dějištěm se stalo Zelené olympijské tenisové centrum v Olympijském parku. Postaveno bylo přímo pro olympijskou událost. K jeho otevření došlo 1. října 2007 a obsahovalo deset soutěžních a sedm tréninkových kurtů. Celková kapacita činila 17 400 diváků. Na centrální dvorec se vtěsnalo 10 tisíc návštěvníků. Výsledky z olympijského turnaje byly započítány v podobě bodů do žebříčků ATP a WTA.

### Kvalifikační kritéria

#### Dvouhry

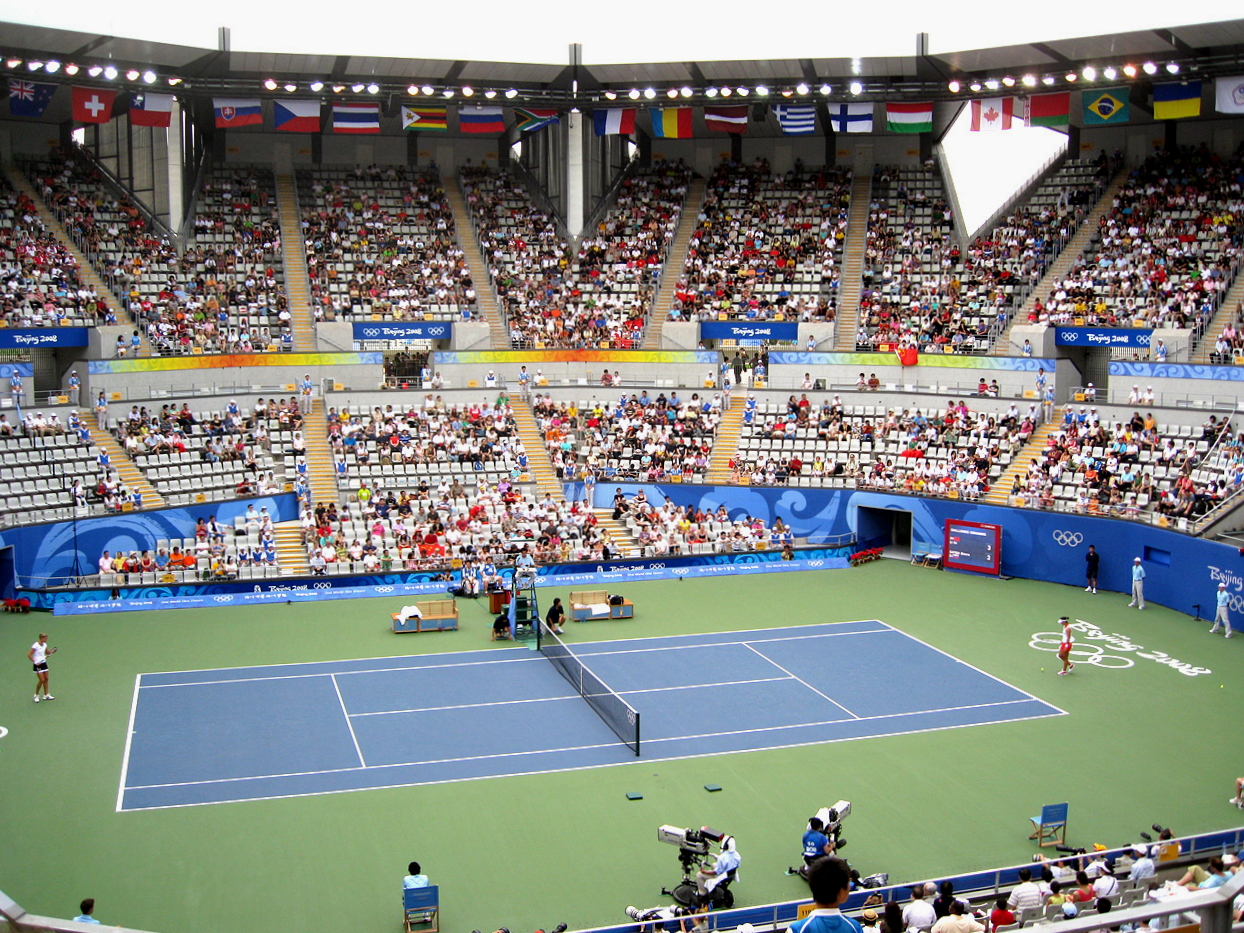
Semifinále dvouhry: Dinara Safinová – Li Na, 7–6, 7–5

56 nejvýše postavených tenistů na žebříčku ATP a tenistek na žebříčku WTA z pondělního hodnocení 9. června 2008 (počítáno za uplynulých 52 týdnů), kteří byli schopni zasáhnout do turnaje, se automaticky klasifikovalo do soutěží dvouher. Limitujícím faktorem byla účast maximálně čtyř olympioniků z jednoho národního olympijského výboru v singlové soutěži. Pokud byli mezi prvními padesáti šesti hráči schopnými nastoupit více než čtyři tenisté konkrétního výboru, pak do turnaje mohli zasáhnout pouze čtyři nejvýše klasifikovaní. Místa klasifikovaných na pátém a dalších místech v redukovaných národních žebříčcích nahradili tenisté umístění za 56. pozicí, kteří současně splňovali podmínku hranice čtyř olympioniků na jeden národní výbor. To by vedlo například k neúčasti 13. hráčky klasifikace Věry Zvonarevové, která si zajistila start jen díky odstoupení krajanek – světové dvojky Šarapovové a osmičky Čakvetadzeové. Naopak další Ruska, 21. žena žebříčku Naděžda Petrovová se již do nominace nevešla.
Zbylých osm míst do počtu 64 hráčů soutěže ve dvouhře bylo uděleno ve formě divokých karet, šest z nich rozdělil Olympijský výbor ITF dalším olympijským účastníkům a poslední dvě byly v gesci Tripartitní komise, která je přidělila tenistům z málo zastoupených států.
Jména tenistů, kteří obdrželi divokou kartu, oznámila ITF 30. července 2008. Získal ji také Sun Pcheng, původně jediný Číňan v mužské dvouhře (poté nastoupili do hry další dva krajané v roli náhrádníků). Dalšími se stali Bělorus Max Mirnyj, Švéd Jonas Björkman, japonský nadějný tenista Kei Nišikori, Jihoafričan Kevin Anderson, stejně jako obhájce titulu Nicolás Massú z Chile. V ženském singlu divoké karty ITF připadly Alicii Molikové, Tchajwance Čan Jung-žan, Mariji Korytcevové, Nurie Llagosteraové Vivesové, Ajumi Moritové, Selimě Sfarové a Tamarine Tanasugarnové.
Mezinárodní olympijský výbor dvě volná místa přiřadil Tožanu Komlavimu Loglovi a Salvadorci Rafael Arevalo. V ženském singlu pak Caře Blackové ze Zimbabwe a Stephanii Vogtové z Lichtenštejnska, která však před zahájením odstoupila.

#### Čtyřhry

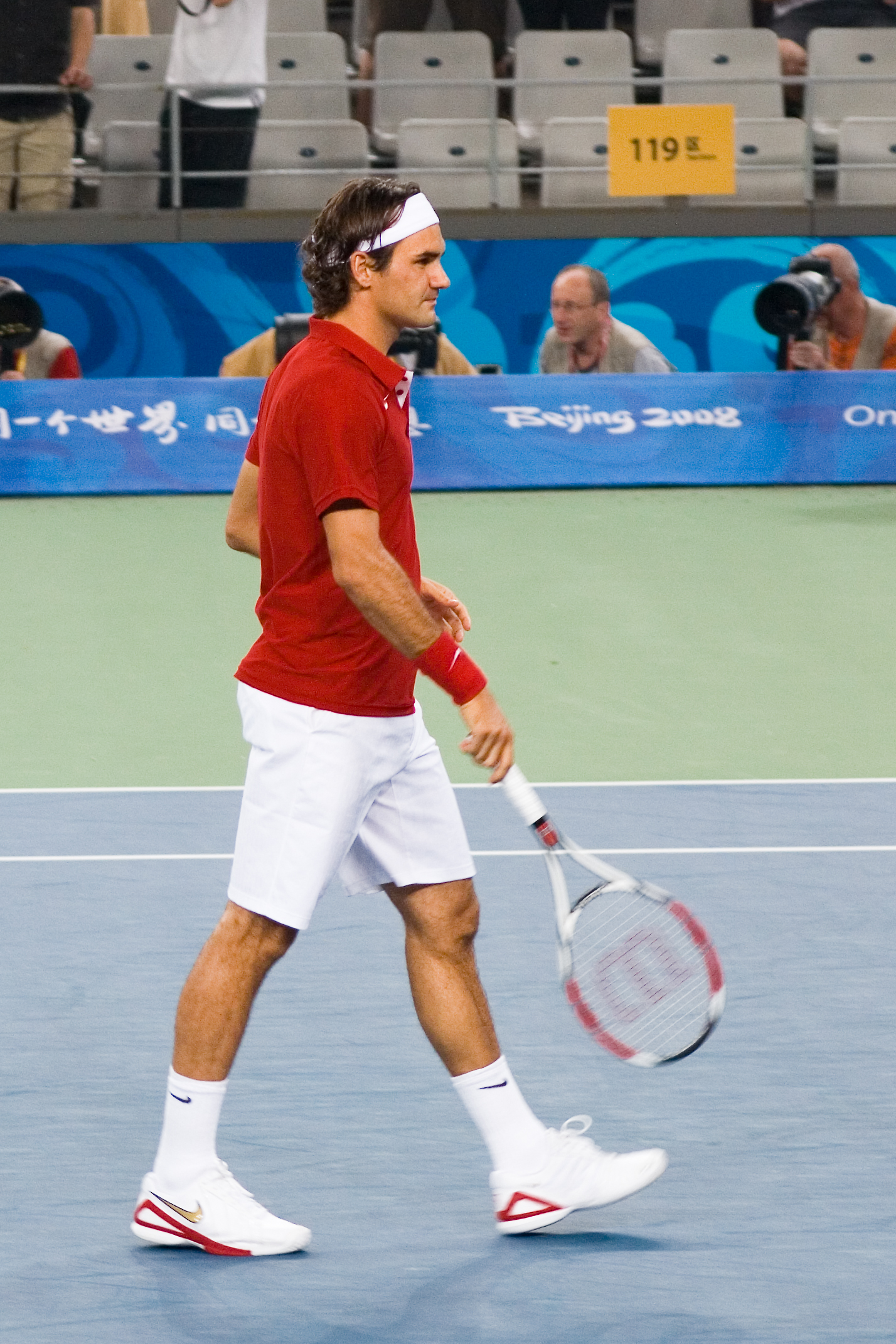
Roger Federer skončil ve čtvrtfinále dvouhry a vyhrál čtyřhru. Po skončení her ho Nadal vystřídal na 1. místě žebříčku, když ukončil jeho rekordní sérii 237 týdnů na čele

Hráči či hráčky, kteří byli klasifikováni mezi nejlepšími deseti hráči deblového žebříčku, měli automaticky zajištěný start ve smyslu možnosti nastoupit se spoluhráčem-krajanem. Zbylých 22 párů se do turnaje kvalifikovalo na základě postavení členů dvojice na singlových žebříčcích ATP a WTA z pondělní klasifikace z 9. června 2008 s podmínkou maximálně dvou párů na jeden národní olympijský výbor (pár musel být tvořen olympioniky z jednoho státu)..
Tento systém někteří tenisté kritizovali, včetně Leandera Paese. V jeho důsledku nebyl nasazen například český deblový pár Martin Damm a Pavel Vízner, kterému patřila 8. pozice na žebříčku dvojic ATP Race. Naopak Španělé Nicolás Almagro a David Ferrer figurující vysoko v singlové klasifikaci, ale bez společně odehraného deblového turnaje, byli nasazeni jako číslo pět.

### Pozadí
V probíhající debatě o místě olympijského turnaje ve světovém tenisu, se vyjevila trvající dominance a prominentní postavení Grand Slamu. Tento názor potvrzovali někteří hráči včetně Andyho Roddicka, kteří namísto olympiády zvolili účast na amerických turnajích v rámci přípravy na US Open. Přesto na tenisovou událost LOH 2008 zavítalo nejsilnější startovní pole od znovuzařazení tenisu do programu v roce 1988. V mužské dvouhře startovalo 17 z prvních 20 tenistů žebříčku ATP, včetně kompletní světové pětky, a v ženách 18 hráček elitní dvacítky WTA. Jednalo se o kvalitativní posun, když o dvanáct let dříve v Atlantě 1996 hráli pouze tři muži z elitní světové desítky. Motivačním faktorem se také stalo přiznání bodů do žebříčků ATP a WTA, zavedené v Sydney 2000.
Přetrvávající netečnost ke startu v Pekingu u některých předních hráčů, jakými byli Roddick či stříbrný olympijský medailista Mardy Fish, kvitoval Tom Tebbutt pro kanadský deník The Globe and Mail slovy: „Zdá se, že tenis na olympijských hrách zamířil k neduživosti.“ Naopak řada tenistů vyjádřila své zapálení pro olympijskou myšlenku, včetně Rogera Federera, Rafaela Nadala, Jonase Björkmana, Nicoláse Massúa, Andyho Murrayho, Jeleny Jankovićové, Jeleny Dementěvové, Alicie Molikové, a Venus i Sereny Williamsových. Novak Djoković a Světlana Kuzněcovová uvedli, že olympiádu staví naroveň či v prestiži dokonce výše než Grand Slam a Federer zmínil hry jako jednu z priorit sezóny.

### Mužská dvouhra

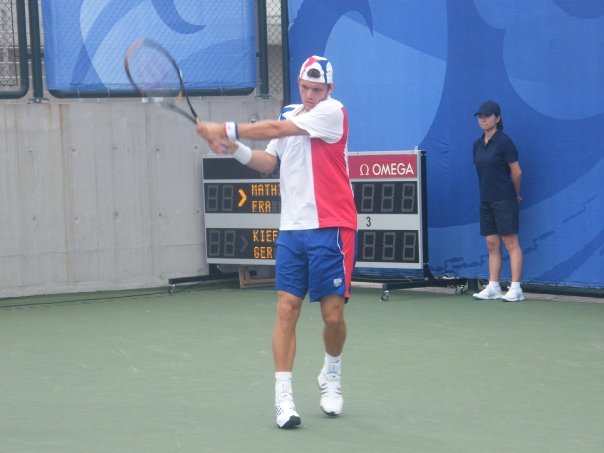
Francouz Paul-Henri Mathieu vypadl ve čtvrtfinále

Olympijským vítězem se stal druhý hráč světové klasifikace Rafael Nadal ze Španělska, který zažíval premiérovou účast na olympiádě. Bodový zisk mu v následné pondělní aktualizaci žebříčku ATP z 18. srpna 2008 poprvé v kariéře dopomohl k 1. místu, kde ukončil rekordní šňůru 237 týdnů bez přerušení Rogera Federera. Stal se tak 24. světovou jedničkou. Před pekingskou událostí měl Nadal sérii 32zápasové neporazitelnosti, která začala druhým kolem na Hamburg Masters 2008 a skončila v semifinále Cincinnati Masters 2008, posledním turnaji před LOH. V mezidobí vyhrál French Open 2008 i Wimbledon 2008. Spolu s Federerem patřili k hlavním adeptům na zlato. Mezi další startující elitní desítky se zařadili Novak Djoković, David Ferrer, James Blake, David Nalbandian, Nikolaj Davyděnko a Andy Murray.
V soutěži se objevili tři čínští hráči. Sun Pcheng obdržel divokou kartu ITF a Jü Sin-jüan společně s Cengem Šao-Süanem startovali z pozice náhradníků po odstoupení kvalifikovaných tenistů.
Federer skončil ve čtvrtfinále na raketě turnajové osmičky Jamese Blakea po dvousetovém průběhu. Nadal zvládl třísetové semifinálové klání proti světové trojce Djokovićovi a ve finále zdolal chilskou turnajovou dvanáctku Fernanda Gonzáleze po setech 6–3, 7–6 a 6–3. Chilan tak jako šestý tenista historie, respektive čtvrtý muž, zkompletoval úplnou sadu olympijských medailí – zlato, stříbro a bronz.

### Ženská dvouhra

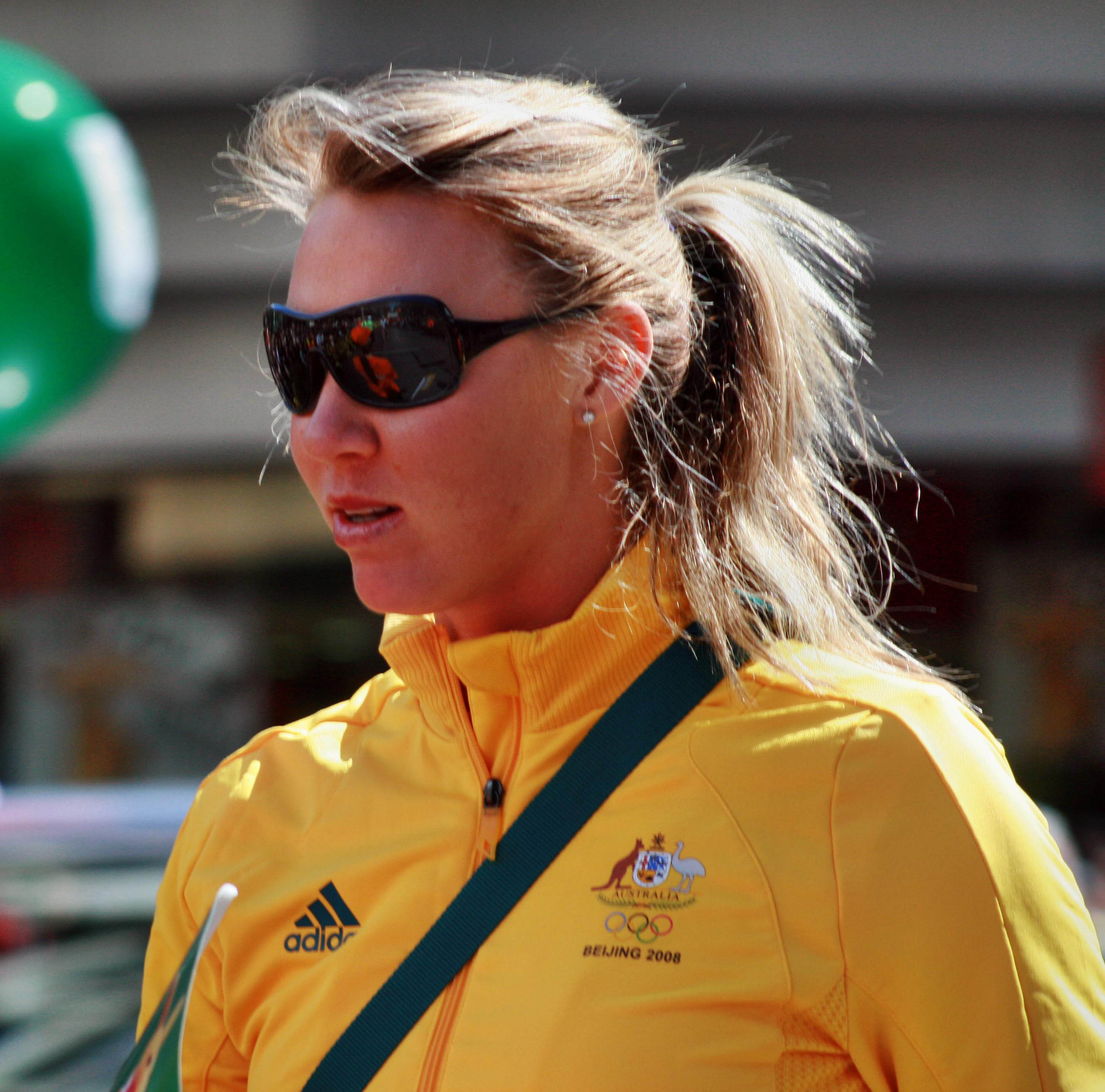
Australanka Alicia Moliková dohrála již v úvodním kole

Světová jednička a obhájkyně olympijského zlata Justine Heninová ukončila profesionální kariéru 14. května 2008, když uvedla ztrátu motivace pro další hraní. Tři hráčky ji do olympiády vystřídaly na čele klasifikace. Z toho Maria Šarapovová a Ana Ivanovićová se potýkaly se zraněním a poklesem formy vůči první polovině roku. Obě byly nuceny z turnaje odstoupit. Favoritkou tak zůstala Srbka Jelena Jankovićová, která se při rozehrání soutěže stala 11. srpna novou světovou jedničkou. Na čele však v prvním období setrvala jen jediný týden. Mezi další kandidátky na vítězství se zařadily světová dvojka Světlana Kuzněcovová, trojka Jelena Dementěvová, Dinara Safinová i sestry Venus a Serena Williamsovy.
V pavouku se objevily tři čínské hráčky Li Na, Čeng Ťie a Pcheng Šuaj, které se na rozdíl od čínských singlistů kvalifikovaly řádně.
Sestry Williamsovy dohrály ve čtvrtfinále. Mezi poslední čtveřici se probojovaly tři Rusky a Li Na. Dementěvová po výhře nad Serenou Williamsovou zvládla i semifinále proti Zvonarevové a Safinová přehrála v těsných koncovkách obou setů Li Na. Olympijské zlato si odvezla Jelena Dementěvová po výhře nad Safinovou 3–6, 7–5 a 6–3. Kompletní ruskou sadu medailí doplnila bronzem Zvonarevová. Podruhé v historii ženské dvouhry, a poprvé od roku 1908, získaly všechny kovy reprezentantky jednoho státu.

### Mužská a ženská čtyřhra
Mužskou deblovou soutěž opanovala čtvrtá nasazená švýcarská dvojice Roger Federer a Stanislas Wawrinka poté, co ve čtyřsetovém zápase o zlato porazila švédský pár Simon Aspelin a Thomas Johansson. Oba šampioni tak získali svou první olympijskou medaili a pro zemi „helvetského kříže“ vybojovali premiérové olympijské kovy z tenisové čtyřhry.
V ženské čtyřhře navázaly na osm let staré olympijské vítězství druhé nasazené Venus a Sereny Williamsovy ze Spojených států, které si ve finále poradily se španělskými turnajovými čtyřkami Virginií Ruanovou Pascualovou a Anabel Medinaovou Garriguesovou. Ruanová Pascualová tak obhájila stříbrný kov z Athénské olympiády 2004.

## Přehled medailí

### Medailisté
| Soutěž         | Zlato                                                                 | Stříbro                                                                  | Bronz                                                 |
| Mužská dvouhra | Rafael Nadal · Španělsko (ESP)                                        | Fernando González · Chile (CHI)                                          | Novak Djoković · Srbsko (SRB)                         |
| Mužská čtyřhra | Roger Federer Stanislas Wawrinka Švýcarsko (SUI)                      | Simon Aspelin · Thomas Johansson · Švédsko (SWE)                         | Bob Bryan · Mike Bryan · Spojené státy americké (USA) |
| Ženská dvouhra | Jelena Dementěvová · Rusko (RUS)                                      | Dinara Safinová · Rusko (RUS)                                            | Věra Zvonarevová · Rusko (RUS)                        |
| Ženská čtyřhra | Serena Williamsová · Venus Williamsová · Spojené státy americké (USA) | Anabel Medina Garriguesová · Virginia Ruano Pascualová · Španělsko (ESP) | Jen C’ · Čeng Ťie · Čína (CHN)                        |

### Pořadí národů
| Pořadí | Země                         | Zlato | Stříbro | Bronz | Celkově |
| 1.     | Rusko (RUS)                  | 1     | 1       | 1     | 3       |
| 2.     | Španělsko (ESP)              | 1     | 1       | 0     | 2       |
| 3.     | Spojené státy americké (USA) | 1     | 0       | 1     | 2       |
| 4.     | Švýcarsko (SUI)              | 1     | 0       | 0     | 1       |
| 5.     | Chile (CHI)                  | 0     | 1       | 0     | 1       |
| 5.     | Švédsko (SWE)                | 0     | 1       | 0     | 1       |
| 7.     | Čína (CHN)                   | 0     | 0       | 1     | 1       |
| 7.     | Srbsko (SRB)                 | 0     | 0       | 1     | 1       |
| Celkem | Celkem                       | 4     | 4       | 4     | 12      |